# Liste du patrimoine mondial aux Comores
Cet article recense les sites inscrits au patrimoine mondial aux Comores.

## Statistiques
Les Comores ratifient la Convention pour la protection du patrimoine mondial, culturel et naturel le 27 septembre 2000.
En 2013, les Comores ne comptent aucun site inscrit au patrimoine mondial. Le pays a cependant soumis 4 sites à la liste indicative, 2 culturels, 1 naturel et 1 mixte.

## Liste
Les sites suivants sont inscrits sur la liste indicative.
| Site                                                                 | Îles                           | Type                         | Date | Lien | Notes | Coordonnées | Illus. |
| -------------------------------------------------------------------- | ------------------------------ | ---------------------------- | ---- | ---- | --- | --- | ------ |
| Paysage culturel des plantations à parfums des îles de la Lune       | Anjouan                        | Culturel (ii), (iv), (v)     | 2007 | 5110 | Reprendrait une partie des domaines de la société Comores Bambao, société coloniale dédiée à l'exploitation des plantes à parfum dans l'archipel.                | 12° 12′ S, 44° 30′ E |        |
| Sultanats historiques des Comores                                    | Anjouan, Grande Comore         | Culturel (ii), (iv), (v)     | 2007 | 5109 | Médinas de Mutsamudu, Domoni, Itsandra, Iconi et Moroni | 12° 15′ 00″ S, 44° 24′ 00″ E 12° 20′ 29″ S, 44° 31′ 44″ E 11° 45′ 21″ S, 43° 15′ 16″ E 11° 49′ 42″ S, 43° 13′ 57″ E 11° 46′ 58″ S, 43° 15′ 16″ E |        |
| Écosystèmes marins de l'archipel des Comores                         | Anjouan, Grande Comore, Mohéli | Naturel (ix), (x)            | 2007 | 5107 | Recouvre tout ou partie de trois zones protégées : - Parc national cœlacanthe (de) - Parc marin de Mohéli - Parc national Shisiwani                              | 11° 51′ 56″ S, 43° 22′ 32″ E 12° 10′ 18″ S, 43° 45′ 59″ E 12° 11′ 32″ S, 44° 14′ 03″ E                                                           |        |
| Écosystèmes terrestres et paysage culturel de l'archipel des Comores | Anjouan, Grande Comore, Mohéli | Mixte (v), (viii), (ix), (x) | 2007 | 5108 | Quatre éléments : - Écosystèmes du mont Karthala - Paysage culturel agroforestier du Karthala - Écosystème terrestre de Mohéli - Écosystèmes des Hauts d'Anjouan | 11° 47′ 58″ S, 43° 21′ 59″ E 12° 29′ 35″ S, 43° 44′ 20″ E 12° 25′ 05″ S, 44° 24′ 54″ E                                                           |        |